# Tōru Takemitsu
Tōru Takemitsu (武満 徹, Takemitsu Tōru), né le 8 octobre 1930 à Tokyo et mort le 20 février 1996 à Tokyo, est un compositeur japonais.

## Biographie
Tōru Takemitsu étudie la musique avec Yasuji Kiyose. Il découvre la musique occidentale durant la Seconde Guerre mondiale, et se passionne dès lors pour la musique française (Claude Debussy, Erik Satie et Olivier Messiaen), entre autres.
Sa relation à la tradition musicale japonaise demeure en revanche plus complexe : la rejetant dans un premier temps, Takemitsu prend véritablement conscience de la stature de la musique traditionnelle japonaise en 1958 à la suite d'une représentation de bunraku (spectacle de marionnettes). L'influence du Japon ne s'arrête pas à la musique (style musical et l'emploi d'instruments traditionnels), mais s'étend à son attachement pour la nature : November Steps (1967), I Hear the Water Dreaming (1987), How Slow the Wind (1991)... Il fait honneur à la culture de son pays natal avec ln an Autumn Garden (1973-79) pour un orchestre de gagaku.
Souvent considéré comme un « pont » entre les cultures japonaise et occidentale (rôle qu'il n'a jamais désiré jouer), Takemitsu désirait, semble-t-il, bien davantage dépasser la vieille opposition Orient-Occident pour aboutir à une universalisation de toutes les cultures, sans réelles démarcations entre elles.
Takemitsu a composé une très grande quantité de musiques de film, telles que celle du très célèbre Ran d'Akira Kurosawa avec lequel il a plusieurs fois collaboré, mais aussi de Kwaidan de Masaki Kobayashi, la plus grosse production du cinéma japonais de l'époque, et de L'Empire de la passion de Nagisa Ōshima.
Il est le chef de file de la musique classique japonaise, ce qui lui vaut de recevoir de très nombreux prix et d'être choisi en 1971 comme compositeur principal de la « Semaine internationale de musique contemporaine » à Paris avec Igor Stravinsky.

## Œuvres
- Liste des œuvres de Tōru Takemitsu

## Album
- Duo Imbesi Zangarà, Noir Love – Takemitsu for Guitar Duo  performed by Carmelo Imbesi e Carmen Zangarà, Classical Music 3.0, (2021)